# Bużany
Bużany (ukr. Бужани) – wieś na Ukrainie w rejonie łuckim obwodu wołyńskiego.
Do 2020 w rejonie horochowskim. 

## Zabytki
- Pałac w Bużanach